# Ramesh Sippy
Ramesh Sippy, född 23 januari 1947 i Karachi i Brittiska Indien, är en indisk filmregissör och producent. Han är mest känd för att ha regisserat filmen Sholay (1975).